# Gare de Landres
La gare de Landres est une ancienne gare ferroviaire française de la ligne de Baroncourt à Audun-le-Roman située à Landres, commune du département de Meurthe-et-Moselle, en région Grand Est.

## Situation ferroviaire
Établie à 320 m d'altitude, la gare de Landres était située au point kilométrique (PK) 11,705 de la ligne de Baroncourt à Audun-le-Roman entre la gare de Piennes et la halte d'Anderny.

## Histoire
La section de Piennes à Audun-le-Roman est mise en service le 1er décembre 1907. De part et d'autre de la gare se trouvent les raccordements menant respectivement à la mine de Landres et à la mine de Murville. La gare était nantie d'un important triage.
Les trains de voyageurs cessent de desservir la ligne le 15 mai 1939. La fermeture des mines et des hauts fourneaux entraîne l'abandon de la ligne qui ferme aux marchandises en 1991. Les poteaux de caténaire sont conservés afin de continuer à alimenter en électricité les lignes ferroviaires avoisinantes.

## Patrimoine ferroviaire
Le bâtiment voyageurs (BV) sert d'habitations. Appartenant à une famille de gares créées en 1903 par Paul-Adrien Gouny pour les Chemins de fer de l'Est et érigées notamment sur les lignes de Baroncourt - Audun et Conflans - Villerupt, il a été identique à celui de la gare de Mancieulles - Bettainvillers. Comme ce dernier, il possédait originellement une aile de trois travées pour l'accueil des voyageurs, rapidement portée à cinq dont deux jeux de baies doubles côté rue. Celle de Tiercelet - Villers-la-Montagne a conservé son aile d'origine moins longue.
Durant la Première[réf. nécessaire] Guerre mondiale, le BV de la gare de Landres est incendié, seuls les murs restant debout. Il a par la suite été réparé (ou reconstruit à l'identique) mais la toiture du corps de logis n'a plus les demi-croupes (ou pans retroussés) qui le caractérisaient.
Positionnée juste après le corps de logis, la halle à marchandises n'existe plus.